# Trophée Clairefontaine

Logo du Trophée Clairefontaine.

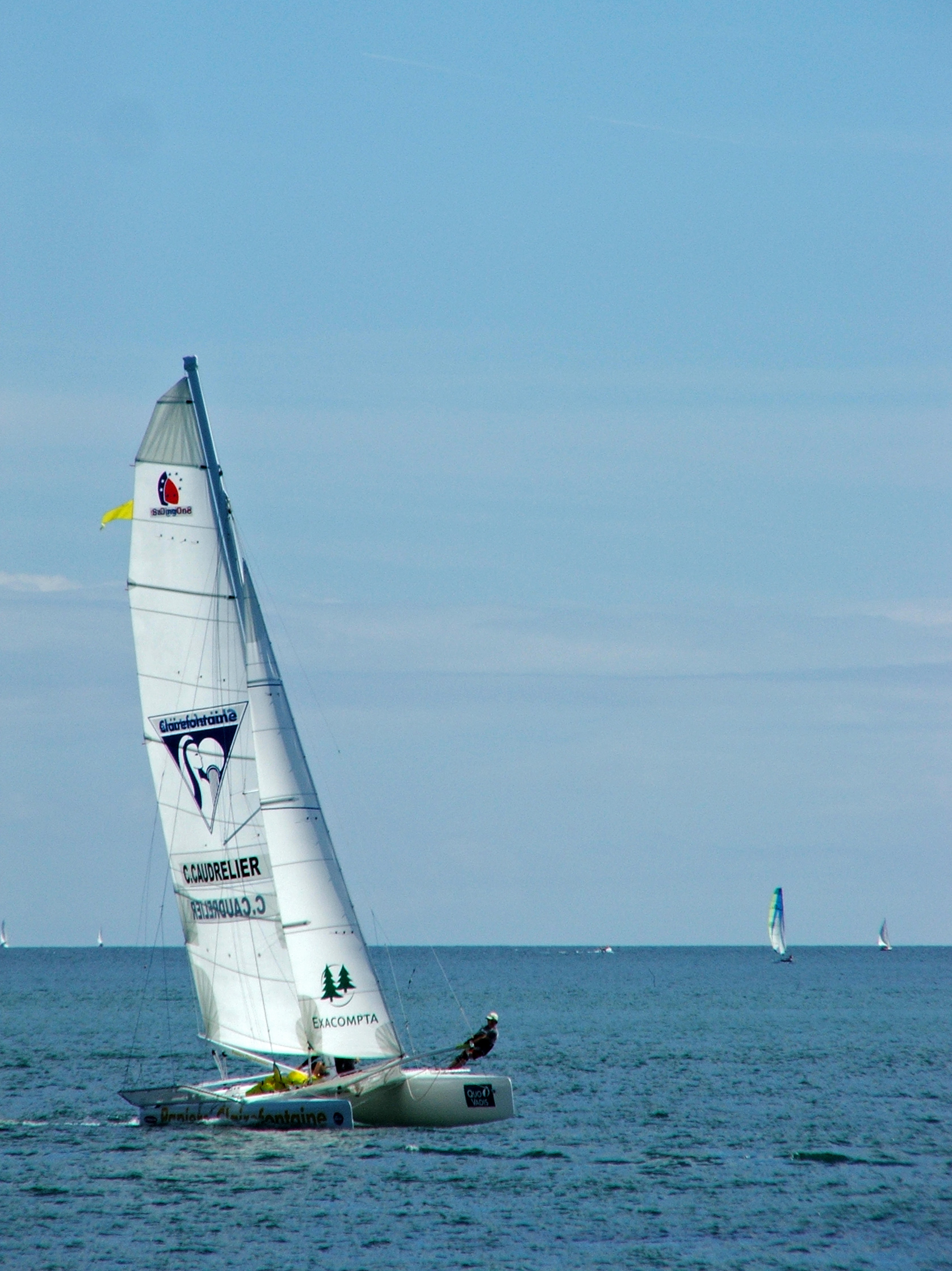
Charles Caudrelier, en 2005.

Le Trophée Clairefontaine des Champions de Voile est une compétition à la voile française organisé par la société SailingOne et parrainée jusqu'en 2013 par les papeteries de Clairefontaine. Elle se déroule tous les ans au mois de septembre depuis 1990. Le record de victoires est détenu par Loïck Peyron, qui a remporté l'épreuve à huit reprises. 

## Description

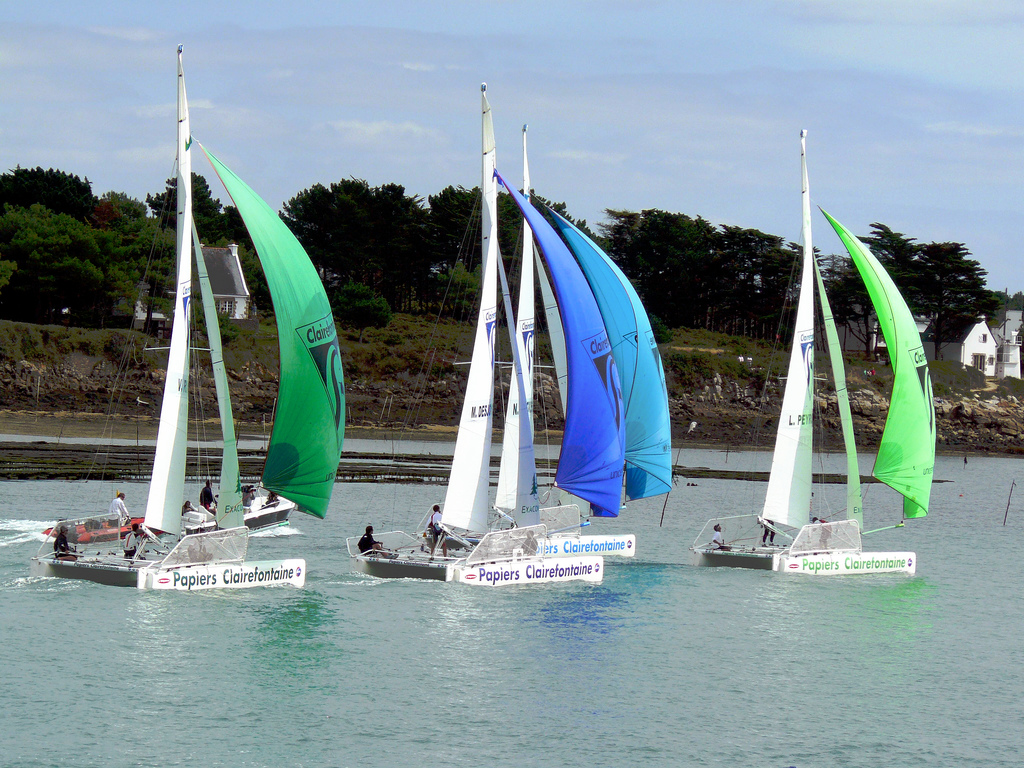
Quatre catamarans SailingOne 25 lors du Trophée Clairefontaine 2007 : Vincent Riou, Michel Desjoyeaux, Nicolas Troussel et Loïck Peyron.

Le Trophée Clairefontaine réunit chaque année huit champions du monde de la voile française et internationale, à l'invitation des organisateurs de la course. Les concurrents s'affrontent au cours de trois jours de régates au début du mois de septembre sur des catamarans identiques de 7,65 mètres. Ce catamaran, appelé SailingOne 25, a été dessiné par Marc Van Peteghem et Vincent Lauriot-Prévost et est mené par un équipage de trois marins.
La compétition est divisée en neuf manches. Dix points sont attribués au vainqueur d'une régate, huit au deuxième, six au troisième, cinq au quatrième, quatre au cinquième, trois au sixième, deux au septième et un au huitième. Le détenteur du plus grand nombre de points à l'issue des neuf manches remporte le Trophée Clairefontaine. En 2000, Franck Cammas a ainsi inscrit 82 points sur 90 possibles.
Les régates se déroulent à proximité immédiate du public, au plus près des jetées du port de La Grande-Motte, qui accueille la compétition depuis 2009. Elle s'est auparavant tenue à La Trinité-sur-Mer de 1990 à 1995 et de 2001 à 2007, au Cap d'Agde de 1996 à 2000 et à Valence en 2008.

## Palmarès

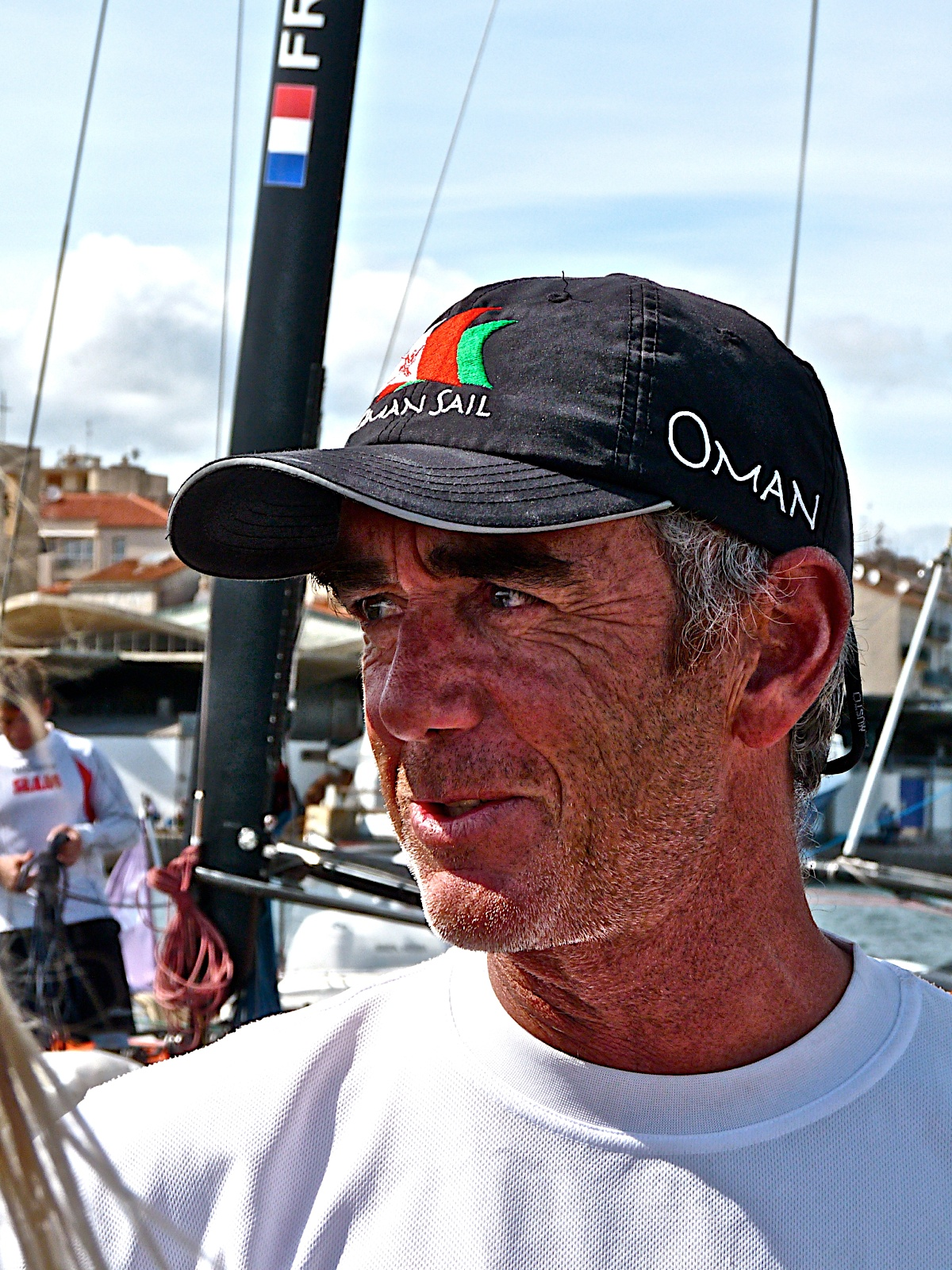
Loïck Peyron a remporté le Trophée Clairefontaine à huit reprises et a participé à toutes les éditions hormis les trophées 2000, 2011 et 2012 et 2013.

### 1990 – La Trinité-sur-Mer
| Place | Skipper          | Points |
| ----- | ---------------- | ------ |
| 1     | Serge Madec      | 37     |
| 2     | Jean Maurel      | 34     |
| 3     | Lionel Péan      | 32     |
| 4     | Halvard Mabire   | 31     |
| 5     | Loïck Peyron     | 28     |
| 6     | François Boucher | 27     |
| 7     | Eric Loizeau     | 17     |

### 1991 – La Trinité-sur-Mer
| Place | Skipper          | Points |
| ----- | ---------------- | ------ |
| 1     | Laurent Bourgnon | 55     |
| 2     | Loïck Peyron     | 43     |
| 3     | Jean Maurel      | 33     |
| 4     | Serge Madec      | 28     |
| 5     | Lionel Péan      | 27     |
| 6     | Bruno Peyron     | 22     |
| 7     | Laurent Cordelle | 11     |
| 8     | Philippe Jeantot | 4      |

### 1992 – La Trinité-sur-Mer
| Place | Skipper           | Points |
| ----- | ----------------- | ------ |
| 1     | Christophe Auguin | 62     |
| 2     | Alain Gautier     | 46     |
| 3     | Loïck Peyron      | 42     |
| 4     | Laurent Bourgnon  | 25     |
| 5     | Jean Maurel       | 22     |
| 6     | Yves Loday        | 11     |
| 7     | Florence Arthaud  | 9      |
| 8     | Mike Birch        | 9      |
| 9     | Alain Comyn       | 6      |
| 10    | Yves Parlier      | 2      |

### 1993 – La Trinité-sur-Mer
| Place | Skipper           | Points |
| ----- | ----------------- | ------ |
| 1     | Yves Loday        | 52     |
| 2     | Jean Le Cam       | 49     |
| 3     | Laurent Bourgnon  | 33     |
| 4     | Christophe Auguin | 27     |
| 5     | Loïck Peyron      | 23     |
| 6     | Dennis Conner     | 21     |
| 7     | Michel Desjoyeaux | 18     |
| 8     | Alain Gautier     | 11     |

### 1994 – La Trinité-sur-Mer
| Place | Skipper          | Points |
| ----- | ---------------- | ------ |
| 1     | Laurent Bourgnon | 55     |
| 2     | Loïck Peyron     | 43     |
| 3     | Alain Gautier    | 35     |
| 4     | Gerry Roufs      | 32     |
| 5     | Florence Arthaud | 31     |
| 6     | Chris Dickson    | 18     |
| 7     | Paul Vatine      | 9      |
| 8     | Jean Maurel      | 9      |

### 1995 – Cap d'Agde
| Place | Skipper           | Points |
| ----- | ----------------- | ------ |
| 1     | Loïck Peyron      | 52     |
| 2     | Leslie Egnot      | 45     |
| 3     | Christophe Auguin | 33     |
| 4     | Alain Gautier     | 33     |
| 5     | Jean Le Cam       | 32     |
| 6     | Laurent Bourgnon  | 26     |
| 7     | Florence Arthaud  | 9      |
| 8     | Christine Briand  | 4      |

### 1996 – Cap d'Agde
| Place | Skipper           | Points |
| ----- | ----------------- | ------ |
| 1     | Loïck Peyron      | 64     |
| 2     | Yvan Bourgnon     | 57     |
| 3     | Paul Vatine       | 32     |
| 4     | Christophe Auguin | 27     |
| 5     | Florence Arthaud  | 22     |
| 6     | Theresa Zabell    | 19     |
| 7     | Jimmy Pahun       | 11     |

### 1997 – Cap d'Agde
| Place | Skipper        | Points |
| ----- | -------------- | ------ |
| 1     | Loïck Peyron   | 47     |
| 2     | Yves Loday     | 41     |
| 3     | Theresa Zabell | 37     |
| 4     | Jean Le Cam    | 36     |
| 5     | Bertrand Pacé  | 33     |
| 6     | Alain Gautier  | 20     |
| 7     | Paul Vatine    | 11     |
| 8     | Serge Madec    | 9      |

### 1998 – Cap d'Agde
| Place | Skipper         | Points |
| ----- | --------------- | ------ |
| 1     | Loïck Peyron    | 55     |
| 2     | Franck Cammas   | 50     |
| 3     | Fernando Leon   | 49     |
| 4     | Mitch Booth     | 39     |
| 5     | Paul Vatine     | 32     |
| 6     | Bertrand Pacé   | 25     |
| 7     | Patrick Tabarly | 23     |
| 8     | Thierry Dubois  | 13     |

### 1999 – Cap d'Agde
| Place | Skipper           | Points |
| ----- | ----------------- | ------ |
| 1     | Loïck Peyron      | 45     |
| 2     | Franck Cammas     | 43     |
| 3     | Yvan Bourgnon     | 41     |
| 4     | Michel Desjoyeaux | 41     |
| 5     | Mitch Booth       | 35     |
| 6     | Paul Vatine       | 21     |
| 7     | Serge Madec       | 4      |
| 8     | Catherine Chabaud | 3      |

### 2000 – Cap d'Agde
| Place | Skipper           | Points |
| ----- | ----------------- | ------ |
| 1     | Franck Cammas     | 82     |
| 2     | Michel Desjoyeaux | 44     |
| 3     | Bertrand Pacé     | 33     |
| 4     | Dean Barker       | 27     |
| 5     | Karine Fauconnier | 18     |
| 6     | Dorte O. Jensen   | 16     |
| 7     | Philippe Monnet   | 7      |
| 8     | Ellen MacArthur   | 6      |

### 2001 – La Trinité-sur-Mer
| Place | Skipper           | Points |
| ----- | ----------------- | ------ |
| 1     | Michel Desjoyeaux | 51     |
| 2     | Loïck Peyron      | 51     |
| 3     | Randy Smyth       | 41     |
| 4     | Franck Cammas     | 29     |
| 5     | Alain Gautier     | 29     |
| 6     | Christophe Auguin | 21     |
| 7     | Roland Gaebler    | 7      |
| 8     | Philippe Monnet   | 5      |

### 2002 – La Trinité-sur-Mer
| Place | Skipper           | Points |
| ----- | ----------------- | ------ |
| 1     | Loïck Peyron      | 70     |
| 2     | Randy Smyth       | 43     |
| 3     | Michel Desjoyeaux | 34     |
| 4     | Franck Cammas     | 33     |
| 5     | Christine Briand  | 19     |
| 6     | Ellen MacArthur   | 14     |
| 7     | Kito de Pavant    | 11     |
| 8     | Roland Jourdain   | 10     |

### 2003 – La Trinité-sur-Mer
| Place | Skipper            | Points |
| ----- | ------------------ | ------ |
| 1     | Michel Desjoyeaux  | 62     |
| 2     | Loïck Peyron       | 57     |
| 3     | Ernesto Bertarelli | 51     |
| 4     | Roland Jourdain    | 44     |
| 5     | Bertrand Pacé      | 43     |
| 6     | Laurent Bourgnon   | 36     |
| 7     | Ellen MacArthur    | 30     |
| 8     | Bernard Stamm      | 26     |

### 2004 – La Trinité-sur-Mer
| Place | Skipper            | Points |
| ----- | ------------------ | ------ |
| 1     | Michel Desjoyeaux  | 69     |
| 2     | Charles Caudrelier | 57     |
| 3     | Olivier Backes     | 51     |
| 4     | John Lovell        | 49     |
| 5     | Loïck Peyron       | 38     |
| 6     | Franck Cammas      | 33     |
| 7     | Karine Fauconnier  | 31     |
| 8     | Francis Joyon      | 25     |

### 2005 – La Trinité-sur-Mer
| Place | Skipper            | Points |
| ----- | ------------------ | ------ |
| 1     | Loïck Peyron       | 65     |
| 2     | Franck Cammas      | 60     |
| 3     | Roman Hagara       | 54     |
| 4     | Michel Desjoyeaux  | 54     |
| 5     | Charles Caudrelier | 34     |
| 6     | Faustine Merret    | 33     |
| 7     | Pascal Bidégorry   | 30     |
| 8     | Vincent Riou       | 21     |

### 2006 – La Trinité-sur-Mer
| Place | Skipper           | Points |
| ----- | ----------------- | ------ |
| 1     | Franck Cammas     | 60     |
| 2     | Jérémie Beyou     | 58     |
| 3     | Loïck Peyron      | 52     |
| 4     | Mike Sanderson    | 41     |
| 5     | Jean-Pierre Dick  | 39     |
| 6     | Pascal Bidégorry  | 37     |
| 7     | Vincent Riou      | 35     |
| 8     | Michel Desjoyeaux | 29     |

### 2007 – La Trinité-sur-Mer
| Place | Skipper           | Points |
| ----- | ----------------- | ------ |
| 1     | Michel Desjoyeaux | 50     |
| 2     | Luc Dubois        | 49     |
| 3     | Loïck Peyron      | 47     |
| 4     | Franck Cammas     | 45     |
| 5     | Yann Eliès        | 43     |
| 6     | Nicolas Troussel  | 42     |
| 7     | Vincent Riou      | 38     |
| 8     | Jérémie Beyou     | 37     |

### 2008 – Valence
| Place | Skipper             | Points |
| ----- | ------------------- | ------ |
| 1     | Luc Dubois          | 60     |
| 2     | Nicolas Charbonnier | 55     |
| 3     | Loïck Peyron        | 55     |
| 4     | Jean-Pierre Dick    | 46     |
| 5     | Ed Baird            | 40     |
| 6     | Michel Desjoyeaux   | 39     |
| 7     | Fernando León       | 36     |
| 8     | Claire Leroy        | 17     |

### 2009 – La Grande-Motte
| Place | Skipper             | Points |
| ----- | ------------------- | ------ |
| 1     | Franck Cammas       | 60     |
| 2     | Michel Desjoyeaux   | 53     |
| 3     | Yann Eliès          | 50     |
| 4     | Fernando Echávarri  | 48     |
| 5     | Nicolas Charbonnier | 47     |
| 6     | Pascal Bidégorry    | 37     |
| 7     | Loïck Peyron        | 28     |
| 8     | Boris Herrmann      | 24     |

### 2010 – La Grande-Motte
| Place | Skipper             | Points |
| ----- | ------------------- | ------ |
| 1     | Loïck Peyron        | 63     |
| 2     | Franck Cammas       | 57     |
| 3     | Pascal Bidégorry    | 53     |
| 4     | Michel Desjoyeaux   | 48     |
| 5     | Luc Dubois          | 47     |
| 6     | Nicolas Charbonnier | 35     |
| 7     | Armel Le Cléac'h    | 33     |
| 8     | Serge Madec         | 13     |

### 2011 – La Grande-Motte
| Place | Skipper             | Points |
| ----- | ------------------- | ------ |
| 1     | Nicolas Charbonnier | 58     |
| 2     | François Gabart     | 55     |
| 3     | Pascal Bidégorry    | 48     |
| 4     | Michel Desjoyeaux   | 48     |
| 5     | Carolijn Brouwer    | 43     |
| 6     | Armel Le Cléac'h    | 38     |
| 7     | Roland Jourdain     | 35     |
| 8     | Jean-Pierre Dick    | 24     |

### 2012 – La Grande-Motte
| Place | Skipper             | Points |
| ----- | ------------------- | ------ |
| 1     | Nicolas Charbonnier | 66     |
| 2     | Fred Le Peutrec     | 56     |
| 3     | Bertrand Pacé       | 55     |
| 4     | François Gabart     | 42     |
| 5     | Jérémie Beyou       | 37     |
| 6     | Daniel Souben       | 36     |
| 7     | Jérôme Clerc        | 30     |
| 8     | Claire Leroy        | 28     |

### 2013 – La Grande-Motte
| Place | Skipper             | Points |
| ----- | ------------------- | ------ |
| 1     | François Gabart     | 67     |
| 2     | Nicolas Charbonnier | 56     |
| 3     | Fred Le Peutrec     | 48     |
| 4     | Erwan Tabarly       | 40     |
| 5     | Michel Desjoyeaux   | 37     |
| 6     | Bertrand Pacé       | 36     |
| 7     | Yann Eliès          | 33     |
| 8     | Armel Le Cléac'h    | 32     |